# Hertha Beuschel-Menze

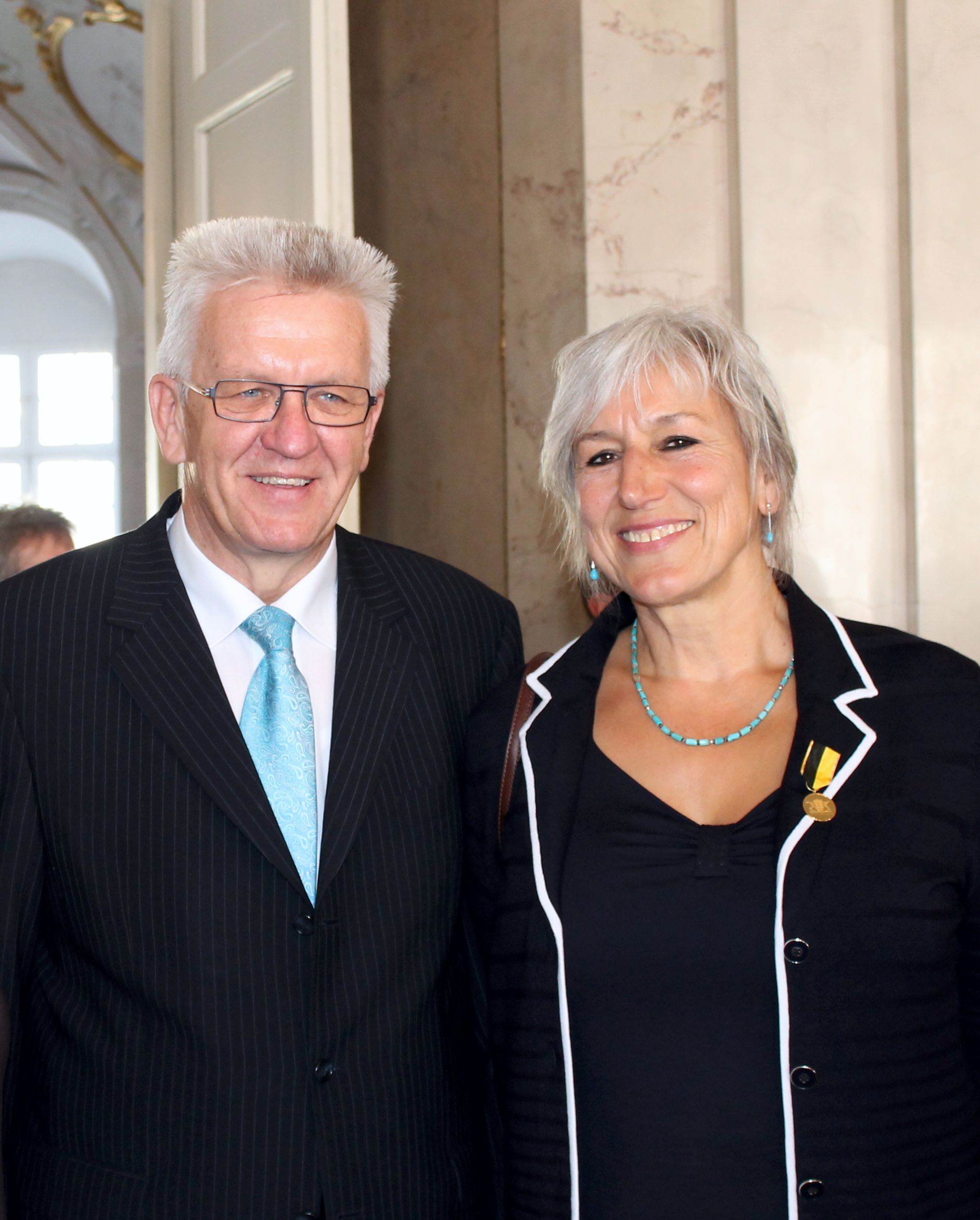
Ministerpräsident Winfried Kretschmann zeichnet am 28. April 2012 Hertha Beuschel-Menze mit dem Verdienstorden des Landes Baden-Württemberg aus.

Hertha Beuschel-Menze (* 1946) ist eine deutsche Lehrerin, Autorin, Lektorin, Kommunalpolitikerin, Stifterin und Herausgeberin, die vor allem Bücher und Materialien zum Lehren und Lernen verfasst oder herausgegeben hat. Ihre Lernboxen, Arbeitshefte, Kopiervorlagen, Lexika und Bücher erreichen bis heute eine Gesamtauflage von weit über 10 Millionen Exemplaren (gedruckt).

## Schaffen
Hertha Beuschel-Menze gründete 1980 den AOL Verlag im Lichtenauer Ortsteil Scherzheim und ist Autorin von über 300 Büchern und Lexika, Lehr- und Lernmitteln und Apps für verschiedene Verlage (AOL Verlag, Bertelsmann, Duden, Rowohlt u. a.).
Seit 1980 ist sie Mitglied der Grünen und vertrat diese 16 Jahre lang im Gemeinderat Lichtenau oder im Ortschaftsrat Scherzheim. Von 1994 bis 1999 war sie stellvertretende ehrenamtliche Bürgermeisterin von Lichtenau. Als Gründungs- und Vorstandsmitglied des gemeinnützig anerkannten und überparteilich arbeitenden Gemeinwohl-Forum-Baden kümmert sie sich um die nachhaltige Gestaltung der Heimat in der Region Mittelbaden und um eine zukunftsfähige Kultur – u. a. als Vorstandsmitglied der Singgemeinschaft Scherzheim.
Sie hat als Lehrerin in Gymnasium, Realschule, Haupt- und Grundschule im In- und Ausland unterrichtet.
Sie hat die Diskussion zur Ähnlichkeitshemmung in Deutschland vorangetrieben und dafür gesorgt, dass dieses nach ihrem Entdecker Ranschburg-Phänomen genannte Lernhindernis in allen Veröffentlichungen des AOL-Verlags berücksichtigt wird und erreicht, dass auf das Problem der Ähnlichkeitshemmung in den amtlichen Lehrplänen u. a. von Baden-Württemberg nachdrücklich hingewiesen wird.
Sie verändert das Lernen in der Bundesrepublik Deutschland seit Mitte der 1980er Jahre grundlegend durch ihre Entwicklung der 5-Fächer-Lernbox aus Vollpappe im AOL-Verlag (für gründliche Lerner) und seit 2002 durch die 3-Fächer-Lernbox bei Lundi-lernen (für eilige Lerner). Ihre Lernkarteien und Lernboxen sind das Vorbild für alle weiteren Lernboxen der großen Schulbuch- und Lernverlage ab Mitte der 90er Jahre und Grundlage für die zahlreichen Lern-Apps, die das neue Lern-Prinzip der analogen und später digitalen Mehrfächer-Lernbox aufgreifen, wie es erstmals 1972 von dem Lernpsychologen Sebastian Leitner entwickelt wurde: Der Lernstoff wird in seine kleinsten noch sinnvollen Lerneinheiten aufgeteilt, in Frage/Antwort-Form umgewandelt und in nacheinander angeordnete Lernfächer gepackt. Gewusster Stoff wird in immer länger werdenden Zeitabständen immer dann wiederholt, wenn er zu verblassen droht, nicht gewusster Stoff wird dagegen täglich wiederholt, bis er „sitzt“.
Im Jahr 2005 entwickelt sie gemeinsam mit Giuseppe Graziano und Jörg Horstmann das weltweit erste Lernprogramm für Handys und mit der „studymobile-factory“ eine Software, mit der schon Grundschüler eigene Lernprogramme für Handys erstellen können.
Im Jahr 2000 gründete sie mit ihrem Mann Frohmut Menze die Stiftung Civil-Courage und stattete sie mit einem Stiftungsvermögen von 1 Million DM aus. Ziel der Stiftung ist es, alle Schulen darin zu unterstützen, einmal im Jahr eine Person oder mehrere Personen aus der Schule oder ihrem Umfeld für Zivilcourage auszuzeichnen. Derzeit gibt sie den Kalender für Civil-Courage heraus, der seit 2011 von der Pädagogik-Autorin Marianne Fritz-Friedmann erarbeitet wird und im Jahr 2017 abgeschlossen wurde. Darin werden für jeden Tag im Jahr tagesaktuelle Arbeits- und Informationsblätter erstellt, die ein Ereignis, eine Persönlichkeit oder eine Entwicklung beschreiben, durch die der Aufbau der bürgerlichen Demokratie befördert wurde und wird.
Seit 2017 ist sie mit ihrem Mann Mitglied der Giordano-Bruno-Stiftung (GBS) und unterstützt in den nächsten zehn Jahren mit dem wesentlichen Teil ihres Stiftungsvermögens verschiedene Projekte der GBS, die die Zivilcourage in der Gesellschaft unterstützen sollen. Ziel ihrer Stiftungsarbeit ist es, die Stiftung Civil-Courage zum nächstmöglichen Zeitpunkt in die GBS zu überführen – sobald die rechtlichen Voraussetzungen dafür geschaffen sind.
Am 30. Januar 2013 erschien das von ihr lektorierte und herausgegebene weltweit erste perma-book+ im HERMEDIA-Verlag. Sein Titel: 1933 | 2033. 100 Jahre Erinnerungsarbeit. Die Stiftung Civil-Courage stellte das Buch vor, das bis zum Jahr 2033 jährlich über QR-Codes der Druckausgabe aktualisiert werden sollte. Da sich die Nutzung des QR-Codes in Deutschland bisher nicht ausreichend durchgesetzt hat, wurde mit dem Tod des Autors Jonas Lanig der aktive Vertrieb des Buches und seine Aktualisierung eingestellt.

## Ehrungen
Am 28. April 2012 wurde Hertha Beuschel-Menze von Ministerpräsident Winfried Kretschmann mit dem Verdienstorden des Landes Baden-Württemberg ausgezeichnet für ihre politischen, schriftstellerischen, pädagogischen und sozialen Tätigkeiten und Erfolge, die dazu beigetragen haben, dass die PISA-Ergebnisse in Deutschland im internationalen Vergleich nicht noch schlechter ausgefallen sind. Bei der Verleihung der Verdienstmedaille lernte sie auch den Künstler Gunter Demnig kennen und kann danach den Gemeinderat von Lichtenau dazu bewegen, 2013 (80 Jahre nach der Machtergreifung Hitlers) das Projekt „Lichtenau erinnert“ zu starten, bei dem durch den Einsatz von Stolpersteinen der jüdischen Mitbürger gedacht werden soll, die im Dritten Reich aus Lichtenau vertrieben und ermordet wurden. Lichtenau hatte in den vergangenen Jahrhunderten bis zu knapp 20 Prozent jüdische Mitbürger und verdankte seinen wirtschaftlichen Aufschwung im 19. Jahrhundert zum großen Teil ihnen. Der Gemeinderat der Stadt Lichtenau hat sich in einem Beschluss für eine Unterstützung der Erinnerungskultur ausgesprochen, weitere Maßnahmen aber bisher nicht umgesetzt (Stand Dezember 2018).
Zum 70. Geburtstag bekam Hertha die Namenspatenschaft eines Hochs geschenkt, das am 1. März 2017 benannt wurde und für 2. März über Frankreich liegend vorhergesagt wurde.

## Privates
Hertha Beuschel-Menze ist seit 1978 mit Frohmut Menze verheiratet. Sie haben zwei Kinder, die Gymnasiallehrer geworden sind und mit Stand 2024 vier Enkel im Alter von 11 bis 6 Jahren.